# Ikar (człon rakiety)
Ikar (ros. Икар) – blok przyspieszający wykorzystywany w rakietach Sojuz-U. Jego system napędowy (zapożyczony z satelitów Jantar) zasilany paliwem hipergolowym tworzył ciąg 2,94 kN. Plusem członu była możliwość wielokrotnego odpalenia (aż 50 razy), pozwalając na wysłanie kilku satelitów na różne orbity. Ikar mógł być sterowany przez kontrolę naziemną bądź mógł pracować w trybie autonomicznym.